# Хоберг, Алехандро
Алеха́ндро Хоберг Гонса́лес (исп. Alejandro Hohberg González; род. 20 сентября 1991, Лима) — перуанский футболист, полузащитник клуба «Спортинг Кристал» и сборной Перу.

## Карьера

### Клубная карьера
Воспитанник футбольной школы клуба «Ливерпуль» (Монтевидео). С 16 лет выступал за юношеские команды клуба «Пеньяроль».
В 2012 году присоединился к команде высшего дивизиона Уругвая «Рентистас». Первый официальный матч за новую команду сыграл 21 апреля 2012 года против «Насьональ Монтевидео», а всего на счету игрока 8 матчей за «Рентистас». В июле 2012 года контракт с игроком был расторгнут.
В феврале 2013 года перешёл в клуб «Торке», который проводил свой первый сезон на профессиональном уровне, выступая во втором дивизионе. В сезоне 2012/13 «Торке» имел возможность сходу выйти в высший дивизион, но в матче плей-офф, 20 июля 2013 года против «Мирамар Мисьонес», уступил в серии пенальти. Хоберг принял участие в этом матче, заменив на 69-й минуте Николаса Роча и забив один из послематчевых пенальти. Осенью 2013 года полузащитник продолжал играть за «Торке» во втором дивизионе и сыграл в сезоне 2013/14 девять матчей.
Летом 2014 года футболист перебрался в Перу и подписал контракт с клубом «Мельгар». Дебютный матч в чемпионате Перу сыграл 12 июля 2014 года против «Леон де Уануко». 31 июля того же года в игре против «Универсидад Сан-Мартин» забил свой первый гол в чемпионате Перу.
Сезон 2015 года игрок провёл в составе клуба «Универсидад Сан-Мартин», а в 2016 году выступает за «Универсидад Сесар Вальехо». февраля 2016 года в игре Кубка Либертадорес против бразильского «Сан-Пауло» забил свой первый гол в международных клубных турнирах.

### Карьера в сборной
Впервые вызван в сборную Перу в мае 2016 года тренером Рикардо Гарека. Дебютный матч за национальную команду сыграл 23 мая 2016 года против сборной Тринидада и Тобаго, в этой игре он вышел в стартовом составе и на 70-й минуте был заменён на ещё одного дебютанта Армандо Альфагеме.
Был в составе сборной на Кубке Америки-2016, принял участие в двух из четырёх матчей своей команды.

## Личная жизнь
Дед футболиста, Хуан Эдуардо Хоберг, был известным уругвайским футболистом и тренером, долгое время работал в Перу.